# 아이치미토역
아이치미토역(일본어: 愛知御津駅 아이치미토에키[*])은 일본 아이치현 도요카와시에 있는, 도카이 여객철도 도카이도 본선의 역이다.

## 개요
개업 당시의 역 이름은, 도카이도 본선의 당초 부설 계획의 경유지(구 도카이도 길가)이며, 역 설치 예정지였던 호이 군 고유 정(현 도요카와 시내)의 지명을 그대로 채용해, 고유역으로 했다. 나중에 개업했던 아이치 전기 철도선(현재 나고야 철도 나고야 본선)의 고유 역은, 당초, 혼고유역으로 명명되었다.
그 후, '미토', '미카와미토'등의 역 명 변경이 검토되었지만, 미토 밖에는 이바라키현의 미토역과 혼동의 우려가 있어, 또한 구·나라 이름을 걸친 미카와미토도, 당시는 미카와오쓰카역이 존재하지 않았지만 미카와미야역이 인접하고 있기 때문에, 혼동('미카와미야(일본어: みかわみや)'와 '미카와미토(일본어: {{{2}}})로 한 자 차이)을 막기 위한 구·나라 이름의 '미카와'으로는 없는 현 명의 '아이치'의 관칭을 사용했다. 현재로도 서쪽에 있는 건널목은 '고유 건널목'으로, 당시를 회상하고 있다.
메이지 말기에는, 도요카와 철도 고유 지선이 계획되었지만, 결국 건설되지 않았다.
도요카와 시내의 JR 선로는 이다선만이었지만, 구·호이 군 고유 정과의 시정촌 합병에 의해 도카이도 본선의 역을 가지는 것이 된다.

## 역 구조 및 승강장
단선 승강장 1면 1선과 섬식 승강장 1면 2선, 합계 2면 3선의 승강장을 가지는 지상역. 단선 승강장(1번선)이 상행 열차전용, 섬식 승강장 바깥 쪽(2번선)이 하행 열차전용이다. 섬식 승강장의 안 쪽(3번선)은 상하 공용의 중선으로 되어 있어, 주로 러시 아워의 하행 보통열차의 대피선으로서 사용되고 있다. 역사 내는 단선 승강장과 접해, 섬식 승강장과는 과선교로 연락하고 있다.
도카이 교통 사업이 업무를 위탁하는 업무위탁역으로, 도요카와 역이 이 역을 관리하고 있다. 이른 아침 및 야간은 무인으로 한다.
역사 내에는 발권 창구나 승차권 자동 발매기(TOICA 비대응)가 1대, 간이형 자동 개찰기(TOICA 대응)가 설치되어 있다. 개찰 내에 화장실이 있다. 개찰의 외에 도카이 키오스크가 있지만 폐점했다.
| 1 | ■ 도카이도 본선 | 상행 | 도요하시 · 하마마쓰 방면 |              |
| 2 | ■ 도카이도 본선 | 상행 | 도요하시 · 하마마쓰 방면 | (대피열차만) |
| 2 | ■ 도카이도 본선 | 하행 | 오카자키 · 나고야 방면   | (대피열차만) |
| 3 | ■ 도카이도 본선 | 하행 | 오카자키 · 나고야 방면   |              |

## 이용 현황
1일 정도의 승차 인원은 이하와 같다.
- 2002년도 - 1,544명
- 2003년도 - 1,484명
- 2004년도 - 1,411명
- 2005년도 - 1,400명
- 2006년도 - 1,357명
- 2007년도 - 1,342명

## 역 주변
- 도요카와 시 고유 지소
- 도요카와 시 교유 체육관
- 도요카와 시 고유 문화회관

## 역사
- 1888년 9월 1일 : 고유역으로서, 관설 철도(뒤의 국철 · JR) 하마마쓰 · 오부 간의 개통 시에 개업. 일반역.
- 1895년 4월 1일 : 선로 명칭 제정. 도카이도 선(1909년에 도카이도 본선으로 개칭)의 소속으로 한다.
- 1948년 4월 : 역사 개축.
- 1948년 8월 15일 : 본래의 지명과 아우르는 형태로 아이치미토역으로 개칭.
- 1966년 : 고유 해수욕장의 이름이 퍼져, 제일 이용자가 많은 해가 된다.
- 1971년 10월 4일 : 화물의 취급을 폐지.
- 1984년 2월 1일 : 하물의 취급을 폐지.
- 1987년 4월 1일 : 일본국유철도 분할 민영화에 의해, 도카이 여객철도가 승계.
- 2006년 11월 25일 : TOICA 도입.

## 인접 역
| 도카이 여객철도 도카이도 본선       | 도카이 여객철도 도카이도 본선 | 도카이 여객철도 도카이도 본선     |
| ----------------------------------- | ----------------------------- | --------------------------------- |
| 니시코자카이 하마마쓰·시즈오카 방면 | ■ 도카이도 본선               | 미카와오쓰카 도요하시·나고야 방면 |